# Leptogenys optica
Leptogenys optica är en myrart som beskrevs av Hugo Viehmeyer 1914. Leptogenys optica ingår i släktet Leptogenys och familjen myror. Inga underarter finns listade i Catalogue of Life.